# Tamiasciurus mearnsi
Tamiasciurus mearnsi är en däggdjursart som först beskrevs av Townsend 1897.  Tamiasciurus mearnsi ingår i släktet Tamiasciurus och familjen ekorrar. Inga underarter finns listade i Catalogue of Life.

## Beskrivning
Pälsen på ovansidan kan vara brun, ockrafärgad eller olivfärgad, medan buksidan är vit. På sommaren har djuren en svart längsstimma på gränsen mellan buksidans och ryggsidans färger. Öronen har små pälstofsar i soetsarna. Arten är en medelstor ekorre, med en medelkroppslängd på 20 cm, ej inräknat svansen på i snitt 10 cm. Vikten är omkring 200 g.

## Utbredning
Denna ekorre förekommer i ett litet område i bergskedjan Sierra de San Pedro Mártir, belägen på norra delen av halvön Baja California (Mexiko).

## Ekologi
Utbredningsområdet ligger 2 100 till 2 400 meter över havet. Arten lever i skogar med tallar och ädelgranar.

### Bo och boutnyttjande
Artens bo ligger ofta i ett ihåligt dött träd, men kan även konstrueras underjordiskt av mossa, grenar, lavar och bark. Till skillnad från andra medlemmar av samma släkte bygger arten inte några lövbon. Det är vanligt att flera individer delar på ett och samma bo. I en undersökning utförd mellan 2006 och 2007 visade sig enkönade bogrupper vanligare än tvåkönade. Bland de enkönade grupperna var sådana bestående av honor vanligare, och bland de tvåkönade grupperna var grupper med två vuxna djur av vardera kön vanligast. Det föreföll vanligt med partnerbyte.

### Föda
Födan består framför allt av barrträdsfrön och svamp, men kan även bestå av knoppar, löv, björnbär och fågelägg.

### Fortplantning
Arten får troligen två kullar med 4 till 7 ungar per år, den första kullen i juni. De stannar hos föräldrarna större delen av sitt första levadsår.

## Bevarandestatus
IUCN kategoriserar arten globalt som starkt hotad, och populationen minskar. Främsta hoten är habitatförlust till följd av skogsavvekning, betestryck från tamboskap och skogsbränder samt konkurrens från den under 1940-talet införda grå ekorren (Sciurus carolinensis).